# 한중 천원전
한중 천원전은 매년 한국과 중국의 천원전 우승자가 맞붙는 한중 통합 대회이다. 한국과 중국이 매년 번갈아가며 매년 국가마다 교대로 개최한다. 스포츠조선과 중국 신민완바오가 주최, 주관하고 한국의 동아제약, 중국의 화중쓰예(화중실업) 후원을 교대를 후원으로 받는다.

## 대국규정
대국규정은 덤과 계가에서 한국은 일반룰로 규정하며, 같으나 중국은 중국룰의 규정으로 차이가 있으며 · 상금(우승,준우승)은 한국의 금액이 같으나 중국은 금액의 차이가 있다.
- 제한시간 : 제한시간 각자 3시간, 초읽기 1분 5회
- 덤 6집반(한국), 7집반(3/4자)(중국)
- 계가 : 한국 - 일반식 룰로 적용, 중국 - 중국식 룰로 적용
- 상금 : 우승 - 10,000달러(한화 약 1200만원), 준우승 4,000달러(한화 약 400만원)

## 역대 우승자
| 회수 | 연도 | 우승     | 전적 | 준우승   |
| ---- | ---- | -------- | ---- | -------- |
| 1    | 1997 | 이창호   | 2-1  | 창하오   |
| 2    | 1998 | 이창호   | 2-0  | 창하오   |
| 3    | 1999 | 이창호   | 2-0  | 창하오   |
| 4    | 2000 | 이창호   | 2-0  | 창하오   |
| 5    | 2001 | 창하오   | 2-0  | 이세돌   |
| 6    | 2002 | 박영훈   | 2-1  | 황이중   |
| 7    | 2003 | 구리     | 2-0  | 송태곤   |
| 8    | 2004 | 구리     | 2-1  | 최철한   |
| 9    | 2005 | 구리     | 2-1  | 최철한   |
| 10   | 2006 | 고근태   | 2-1  | 구리     |
| 11   | 2007 | 구리     | 2-0  | 조한승   |
| 12   | 2008 | 원성진   | 2-0  | 구리     |
| 13   | 2009 | 천야오예 | 2-1  | 강동윤   |
| 14   | 2010 | 박정환   | 2-1  | 천야오예 |
| 15   | 2011 | 천야오예 | 2-0  | 최철한   |
| 16   | 2012 | 천야오예 | 2-0  | 최철한   |
| 17   | 2013 | 천야오예 | 2-1  | 박영훈   |
| 18   | 2014 | 박정환   | 2-0  | 천야오예 |
| 19   | 2015 | 천야오예 | 2-0  | 나현     |

## 같이 보기
- 중일 천원전